# Вож (приток Северной Цебьюги)
Вож — река в России, протекает по территории Удорского района Республики Коми. Устье реки находится в 41 км по левому берегу реки Северной Цебьюги. Длина реки — 18 км.

## Данные водного реестра
По данным государственного водного реестра России относится к Двинско-Печорскому бассейновому округу, водохозяйственный участок реки — Мезень от истока до водомерного поста у деревни Малонисогорская. Речной бассейн реки — Мезень.